# GPR77
El receptor quimiotáctico de anafilatoxina C5a C5a2, también conocido como C5L2, receptor 77 acoplado a proteína G, es una proteína que en humanos está codificada por el gen C5AR2 .

## Función
Las anafilatoxinas C3a, C4a y C5a son fragmentos catiónicos generados durante la cascada del complemento que participan en la defensa del huésped. En el caso de una activación inadecuada del complemento, las anafilatoxinas pueden estar involucradas en la autoinmunidad y la sepsis. C5a2 se coexpresa con el receptor C5a, (C5a1, C5aR, C5R1, CD88), en neutrófilos polimorfonucleares y puede modular la actividad de C5a1.